# Always Look on the Bright Side of Life
Always Look on the Bright Side of Life è una canzone dei Monty Python scritta da Eric Idle, apparsa per la prima volta alla fine del film Brian di Nazareth del 1979 e pubblicata poi come singolo nel 1991.

## Storia
Always Look on the Bright Side of Life è la canzone usata come canzone finale del film Brian di Nazareth: Brian Cohen (interpretato da Graham Chapman) è stato condannato alla morte per crocefissione e dopo una serie di apparenti tentativi di salvataggio falliti un personaggio crocefisso vicino a lui (interpretato da Eric Idle) cerca di tirargli su il morale cantandogli questa canzone. Man mano che la canzone va avanti le altre persone crocefisse cominciano a ballare (limitatamente, vista la loro condizione) e unirsi al motivetto fischiato. La canzone continua anche durante la prima parte dei titoli di coda; nella seconda parte compare una sua versione strumentale.
Always Look on the Bright Side of Life è stata concepita come una parodia dello stile delle canzoni Disney (in particolare il riferimento è alla canzone Fai una fischiatina di Pinocchio). Appare molto ironico il fatto che appaia alla fine, quando il personaggio sta per morire.
Quando Chapman morì nel 1989, i 5 Python rimasti e gli amici e parenti più cari cantarono la canzone al suo funerale privato. Nel 2005 un sondaggio di Music Choice mostrò che era la terza canzone più popolare che i britannici avrebbero voluto che venisse cantata al loro funerale.

## Singolo
Always Look on the Bright Side of Life divenne particolarmente popolare negli anni novanta, quando il film era ormai diventato un cult. Il tema principale era cantato spesso negli stadi di football americano, e il DJ Simon Mayo di BBC Radio 1 decise così di mandarla in onda nuovamente nel suo programma di vecchie canzoni comiche. La EMI pubblicò quindi la canzone come singolo nel settembre 1991.
Il singolo (contenente anche I Bet You They Won't Play This Song on the Radio e I'm So Worried) funse anche come spinta promozionale per la recente raccolta Monty Python Sings. Il singolo raggiunse la top ten nelle classifiche britanniche a ottobre, spingendo alla partecipazione di Eric Idle a Top of the Pops. La canzone divenne ancora più popolare, tanto che due sue cover entrarono in classifica nel 1995, realizzate da Tenor Fly e dal cast di Coronation Street.

## Tracce
1. Always Look on the Bright Side of Life – 3:34
2. I Bet You They Won't Play This Song on the Radio – 0:54
3. I'm So Worried – 3:18

## Cover
- Nel film Qualcosa è cambiato una versione della canzone, interpretata da Art Garfunkel, fa parte della colonna sonora e accompagna i titoli di coda.
- Nel 2010 la canzone è stata rivisitata da un giovane cantautore italiano Elia Billoni (in arte Dino Fumaretto) con il titolo Guarda la vita.

## Influenze culturali
- Durante la guerra delle Falkland nella primavera 1982, si narra che i marinai inglesi imbarcati sul cacciatorpediniere HMS Sheffield, danneggiato seriamente da un missile argentino Exocet il 4 maggio e prossimo all'affondamento, abbiano cantato la canzone in attesa dei soccorsi,[2] così come fece l'equipaggio della HMS Coventry.
- Il brano è stato utilizzato in uno dei trailer del videogioco The Sims Medieval[3].
- La canzone viene anche usata spesso dagli Iron Maiden alla fine dei loro concerti.
- Nella serie di documentari della BBC I predatori della preistoria, la canzone compare nei titoli di coda del secondo dietro le quinte, in ironico contrasto con il forte monito dato durante il programma sulla fragilità della civiltà umana.
- È stata eseguita da Eric Idle stesso durante la cerimonia di chiusura delle Olimpiadi di Londra 2012.
- Melvin Udall (Jack Nicholson) la suona in due occasioni differenti, nel film "Qualcosa è cambiato".